# Monticello (Illinois)
Monticello – miasto w Stanach Zjednoczonych, w stanie Illinois, w hrabstwie Piatt.